# Kurzenisarhofen

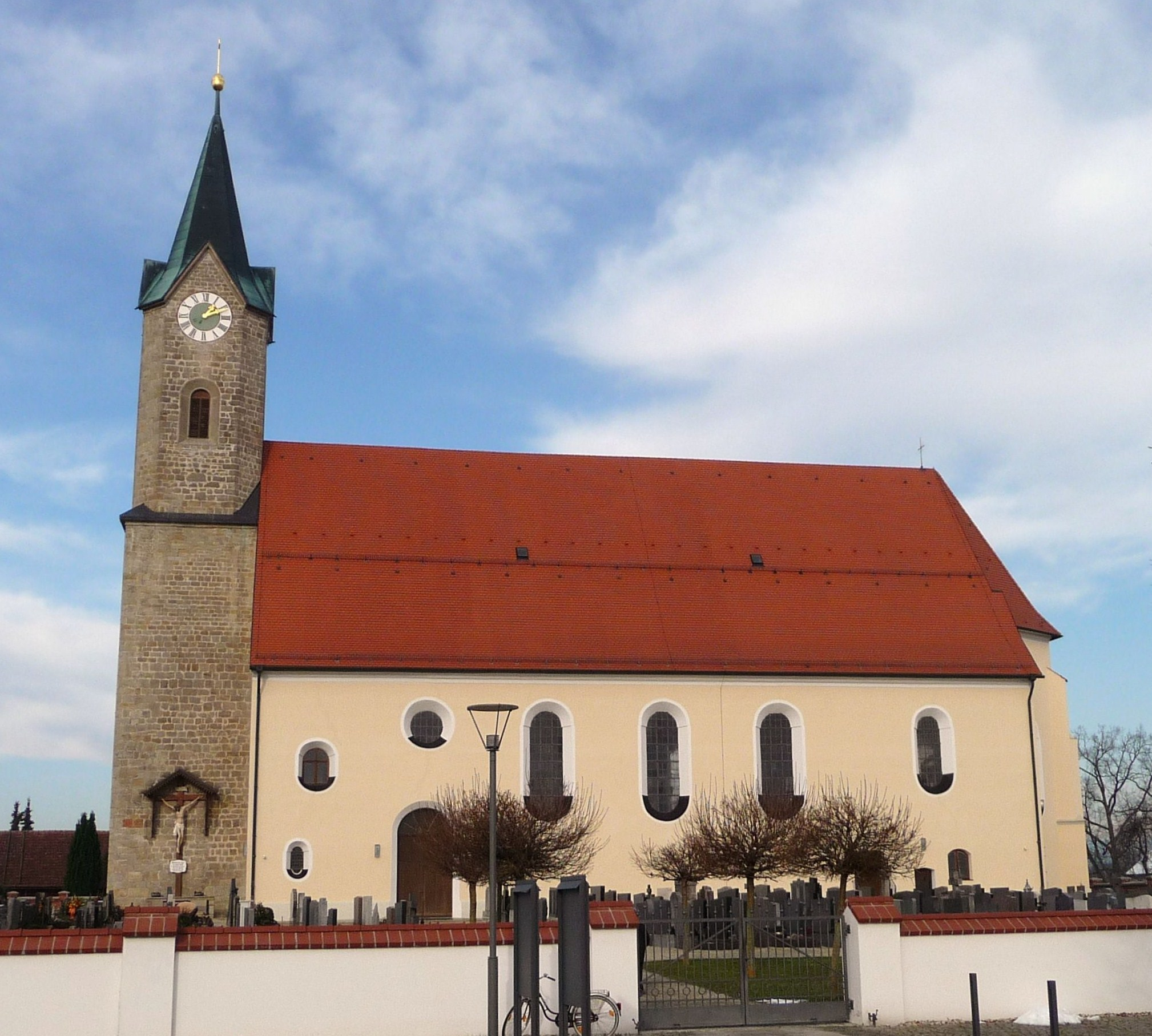
Pfarrkirche St. Simon und Judas Thaddäus in Kurzenisarhofen

Kurzenisarhofen ist ein Gemeindeteil der Gemeinde Moos im niederbayerischen Landkreis Deggendorf. Das Pfarrdorf Kurzenisarhofen liegt etwa 500 Meter südwestlich von Moos in der Nähe der Bundesstraße 8.

## Geschichte
Der Breviarius Urolfi, eine Güterbeschreibung des Klosters Niederaltaich aus dem späten 8. Jahrhundert, vermerkt, dass das Kloster bei seiner Gründung im Jahre 741 vom baierischen Herzog Odilo eine Villa Isarahofa („Curtis Isarahofa“) mit dem zugehörigen umfangreichen Besitz von 42 Mansen (Hofstellen) und Wald erhielt. Isarhofen, der Hof an der Isar, wurde also schon vor 741 gegründet und war ein frühmittelalterliches Fiskalgut. In Kurzenisarhofen befindet sich seit jeher die Pfarrkirche sowie der Pfarrhof der 1224 erstmals erwähnten Pfarrei Isarhofen.
Die Hofmark Kurzenisarhofen gehörte zunächst den Aichbergern und später den Preysing. Die Hofmark blieb ebenso wie Langenisarhofen ständig bei Moos. Bei der Bildung der Steuerdistrikte 1808/1811 gelangte Kurzenisarhofen zum Steuerdistrikt Moos I. Section Moos. Mit der Formation der Gemeinden 1818 wurde Kurzenisarhofen der Gemeinde Moos zugeteilt.

## Baudenkmäler
- Pfarrkirche St. Simon und Judas Thaddäus. Die Pfarrkirche der Pfarrei Isarhofen wurde 1624 bis 1628 im Renaissancestil erbaut. Der Turm wurde 1646 bis 1649 errichtet. Die Ausstattung ist weitgehend aus der Renaissance. Zur Pfarrkirche gehört auch die Familiengruft der Grafen von Preysing-Lichtenegg-Moos, in der zuletzt Riprand Graf von und zu Arco-Zinneberg bestattet wurde.[1]

## Bildung und Erziehung
- Die Grundschule Moos hat ihren Standort in Kurzenisarhofen.